# Strumigenys agra

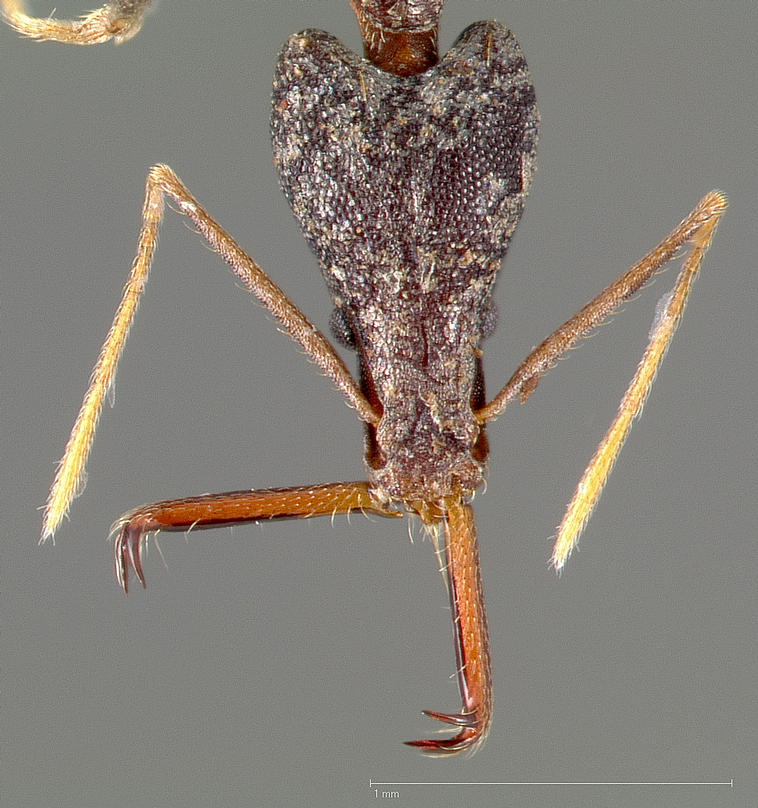
Голова с открытыми жвалами.

Strumigenys agra (лат.) — вид мелких земляных муравьёв из подсемейства Myrmicinae.

## Распространение
Мадагаскар.

## Описание
Мелкие скрытные муравьи (в составе своего рода один из крупнейших представителей, длина около 5 мм) с сердцевидной головой, расширенной кзади. Проподеум с длинными загнутыми зубцами. Петиоль с длинной стебельчатой частью. Апикальная вилка жвал из 3 зубцов (длина головы HL 1,24—1,35 мм, ширина головы HW 0,68—0,77 мм, мандибулярный индекс MI 54—68). Усики 6-члениковые. Головной дорзум с 4 отстоящими волосками, расположенными в поперечном ряду около затылочного края. Включён в видовую группу S. apios-group (триба Dacetini). Основная окраска коричневая. Мандибулы длинные, узкие (с несколькими зубцами). Глаза расположены внутри усиковых желобков-бороздок, вентро-латеральные. Нижнечелюстные щупики 1-члениковые, нижнегубные щупики состоят из 1 сегмента (формула 1,1). Стебелёк между грудкой и брюшком состоит из двух члеников: петиолюса и постпетиолюса (последний четко отделен от брюшка), жало развито, куколки голые (без кокона). Специализированные охотники на коллембол. Вид был впервые описан в 2000 году американским мирмекологом Брайном Фишером (Brian L. Fisher, Department of Entomology, California Academy of Sciences, Сан-Франциско, Калифорния, США).

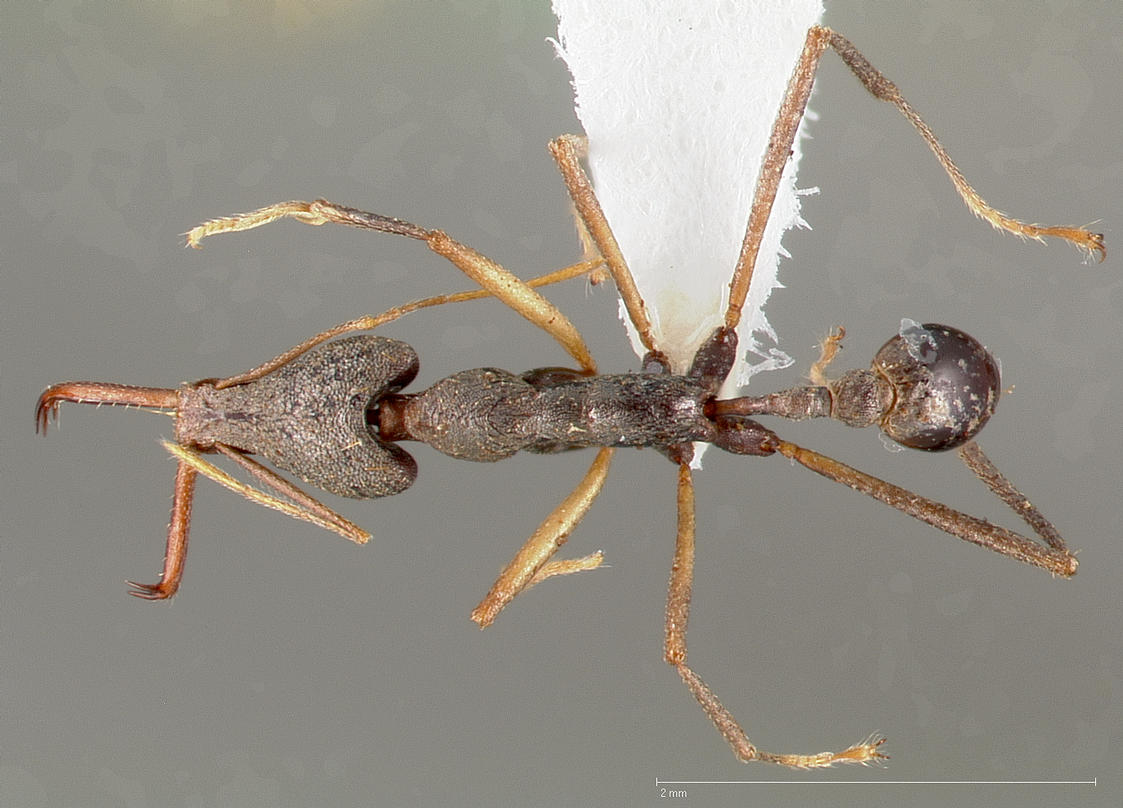
Вид сверху